# 安藤麻吹
安藤 麻吹（あんどう まぶき、本名：安藤 麻由美（あんどう まゆみ）、1969年3月30日 - ）は、日本の女性声優、舞台女優。神奈川県出身。しまだプロダクション所属。

## 来歴・人物
中学生の頃は角川三人娘と呼ばれた、薬師丸ひろ子・原田知世・渡辺典子に憧れており、「角川映画のアイドルになりたかったが、しかし芝居も見たこともなく憧れていただけだった」という。
中学3年生の時に劇団ひまわりで演技の勉強をし始め、4年ぐらい通っていた。
神奈川県立富岡高校卒業。
1991年、劇団俳優座へ入団。同年、『さりとはつらいね』でデビュー。2009年3月まで所属していた。
活動の中心は舞台だが、『ER緊急救命室』でマイケル・ミシェルの吹き替えを担当してからは声優としても活動。ジェニファー・ガーナー、ナオミ・ワッツ、マリサ・トメイなどが持ち役。

## 出演
太字はメインキャラクター。

### テレビドラマ
- サムスンスペシャル「伝えたい!僕らの夢 聴導犬が教えてくれたチカラ〜あすなろ学校の物語〜」（2009年7月20日、TBS） - 高原ゆか 役
- 相棒（テレビ朝日）
  - season9 第1話「顔のない男」（2010年10月20日） - 水元湘子 役
  - season9 第2話「顔のない男〜贖罪」（2010年10月26日） - 水元湘子 役
- 宮部みゆきミステリー パーフェクト・ブルー 第9話・第10話（2012年12月3日・10日、TBS） - 山瀬佳子 役
- Dr.DMAT 第7話（2014年2月20日、TBS） - 五十嵐千夏 役

### バラエティー
- クイズ!脳ベルSHOW（2021年4月5日・6日・9日、BSフジ） - ゲスト

### 映画
- 真・女立喰師列伝「Dandelion 学食のマブ」（2007年11月10日） - 学食のマブ 役

### 舞台
- さりとはつらいね（1991年 - 1992年） - はる 役 ※デビュー作
- とりあえずの死（1992年） - 芳夏 役
- いのちきらめく日に（1993年） - 荻村かおる 役
- 門江風土記（1993年 - 1994年） - 反乱軍の女 役
- ソフィストリー（1995年） - デビー 役
- コルチャック先生（1995年） - ミリアム 役
- フルサークル（1996年 - 2001年） - グレタ 役
- この空のあるかぎり（1996年） - 池田真理 役
- メフィスト（1997年） - エムリン 役
- ロミオとジュリエット（1998年）
- かもめ（1999年） - マーシャ 役
- 結婚したくない女と男（2000年） - 原田秤子 役
- ペナルティー・マリア（2000年） - マリア・ブラウン 役
- 我らが祖国のために（2000年） - ダックリング・スミス 役
- 法王庁の避妊法（2003年） - 津島より子 役

### 特撮
- ケータイ捜査官7
  - 第19・20話（2008年8月27日・9月3日） - お七 役
  - 第34話（2008年12月24日） - セシルの日本語吹き替え

### テレビアニメ
2002年
- 名探偵コナン（2002年 - 2007年、リラ・サンチェス、槙野純、穴吹晴栄）

2003年
- 無人惑星サヴァイヴ（メノリ）

2006年
- ルパン三世 セブンデイズ・ラプソディ（ジェニー）

2007年
- 精霊の守り人（バルサ）
- 神霊狩/GHOST HOUND（石見綾）

2009年
- ゴルゴ13（クリスタ）

2012年
- ラストエグザイル-銀翼のファム-（ファラフナーズ）

2014年
- キャプテン・アース（クイーン）

2015年
- GATE 自衛隊 彼の地にて、斯く戦えり（カイネ）

2016年
- 競女!!!!!!!!（氏部凪）

2018年
- 伊藤潤二『コレクション』（母）

2019年
- KING OF PRISM -Shiny Seven Stars-（鷹梁海）

2020年
- ソマリと森の神様（レーグル）

2021年
- SELECTION PROJECT（サニー、社長）

### 劇場アニメ
- スカイ・クロラ The Sky Crawlers（2008年、フーコ）
- 東のエデン 劇場版II Paradise Lost（2010年、岩下あや）

### OVA
- COBRA THE ANIMATION ザ・サイコガン編（2008年、ユートピア・モア博士[7]）
- SUPERNATURAL: THE ANIMATION（2011年、メアリー・ウィンチェスター）

### Webアニメ
- 無限の住人-IMMORTAL-（2019年、初）

### ゲーム
- ぼくらのかぞく（2005年、京子〈成人〉）
- 機動戦士ガンダム戦記（2009年、マオ・リャン）
- ファイナルファンタジーXIII（2009年、ヲルバ＝ユン・ファング）
- ファイナルファンタジーXIII-2（2011年、ヲルバ＝ユン・ファング）
- ライトニング リターンズ ファイナルファンタジーXIII（2013年、ヲルバ＝ユン・ファング）
- SDガンダム GGENERATION GENESIS（2016年、サンドラ、マオ・リャン、マイキャラクターボイス女性10）
- ディシディア ファイナルファンタジー オペラオムニア（2018年、ヲルバ＝ユン・ファング）
- Ghost of Tsushima（2020年、安達政子）

### ドラマCD
- 無人惑星サヴァイヴ スペシャルドラマ&キャラソンやでェ〜!（2004年2月21日）- メノリ
- WORKING!! 小鳥遊家の長い一日（2008年4月25日） - 小鳥遊一枝
- FINAL FANTASY XIII Episode Zero -Promise- Fabula Nova Dramatica α（2010年9月15日） - ファング
  - FINAL FANTASY XIII Episode Zero -Promise- Fabula Nova Dramatica Ω（2010年11月17日）

### 吹き替え

#### 担当女優
サルマ・ハエック
- 五日物語 -3つの王国と3人の女-（ロングトレリス国の女王）
- ダイヤモンド・イン・パラダイス（ローラ・シリロ）※ソフト版
- デスペラード（カロリーナ）※BD版
- レジェンド・オブ・メキシコ/デスペラード（カロリーナ）

ジェシカ・ビール
- NEXT -ネクスト-（リズ・クーパー）
- ヒッチコック（ヴェラ・マイルズ）
- ベター・シスター（クロエ・テイラー）

ジェニファー・ガーナー
- YESデー ～ダメって言っちゃダメな日～（アリソン・トレス）
- ウソから始まる恋と仕事の成功術（アンナ・ドーグルズ）
- エイリアス（シドニー・ブリストウ）
- キングダム/見えざる敵（ジャネット・メイズ）
- ザ・シンプソンズ（本人）
- ティモシーの小さな奇跡（シンディ・グリーン）
- ドラフト・デイ（アリ・パーカー）
- パール・ハーバー（サンドラ）※テレビ朝日版
- ミスター・アーサー（スーザン・ジョンソン）
- メン・イン・キャット（ララ・ブランド）
- ライリー・ノース -復讐の女神-（ライリー・ノース）
- Love, サイモン 17歳の告白（エミリー・スピアー）

トニ・コレット
- クランプス 魔物の儀式（サラ）
- ベルベット・バズソー: 血塗られたギャラリー（グレッチェン）
- HOSTAGES ホステージ（エレン・サンダース）

ナオミ・ワッツ
- 雨の日は会えない、晴れた日は君を想う（カレン・モレノ）
- キング・コング（アン・ダロウ）
- ザ・リング（レイチェル・ケラー）※ソフト版
  - ザ・リング2（レイチェル・ケラー）

マリサ・トメイ
- アルフィー（ジュリー）
- イン・ザ・ベッドルーム（ナタリー・ストラウト）
- キング・オブ・スタテンアイランド（マギー・カーリン）
- 僕の大切な人と、そのクソガキ（モリー）
- マーベル・シネマティック・ユニバース（メイ・パーカー）
  - シビル・ウォー/キャプテン・アメリカ
  - スパイダーマン:ホームカミング
  - スパイダーマン:ファー・フロム・ホーム
  - スパイダーマン:ノー・ウェイ・ホーム

#### 映画（吹き替え）
- 愛のエチュード（アナ）
- アウト・オブ・タイム（エイミー・ナイト刑事〈ジャクリーン・オブラドース〉）※ソフト版
- 悪女（ベッキー・シャープ〈リース・ウィザースプーン〉）
- アダプテーション（アメリア・カヴァン〈カーラ・シーモア〉）
- 姉のいた夏、いない夏。（フェイス〈キャメロン・ディアス〉）
- 雨に唄えば（リナ・ラモント〈ジーン・ヘイゲン〉）※PDDVD版
- アラクニッド（ローレン・マーサー）
- アンダーワールド ビギンズ（ソーニャ〈ローナ・ミトラ〉）
- アンデッド（レネ・チャップリン）
- 怒りの河（ローラ・ベイル〈ジュリー・アダムス〉）※ソフト版
- ウーマン・イン・ブラック2 死の天使（イヴ・パーキンス〈フィービー・フォックス〉）
- ウインドトーカーズ（リタ〈フランセス・オコナー〉）※テレビ朝日版
- ウルヴァリン:X-MEN ZERO（ケイラ〈リン・コリンズ〉[12]）
- ウルヴァリン:SAMURAI（ケイラ）
- エアブレイク（スター）
- オーロラの彼方へ（ジュリア・サリヴァン〈エリザベス・ミッチェル〉）※日本テレビ版
- 怪獣大決戦ヤンガリー（ホリー・デイヴィス〈ドナ・フィリップソン〉）
- 快盗ブラック・タイガー（ラムプイ）
- 壊滅暴風圏II/カテゴリー7（ジュディス・カー〈ジーナ・ガーション〉）
- 崖っぷちの男（リディア・マーサー〈エリザベス・バンクス〉）
- かちこみ!ドラゴン・タイガー・ゲート（ローザ〈リー・シャオラン〉）
- キャット・ピープル（アリス〈アネット・オトゥール〉）※ソフト版
- キングスマン:ファースト・エージェント（エミリー〈アレクサンドラ・マリア・ララ〉[13]）
- クールマネー（ステファニー・コンフォート）
- クリミナル（ヴァレリー〈マギー・ジレンホール〉）
- クルックリン（キャロリン・カーマイケル〈アルフレ・ウッダード〉）
- クローサー（コン刑事〈カレン・モク〉）※テレビ東京版
- クローバーフィールド/HAKAISHA（ベス〈オデット・アナブル〉）
- 激戦 ハート・オブ・ファイト（クワン〈メイ・ティン〉）
- ゴー・ファースト 潜入捜査官（グラディス〈カタリーナ・ドゥニ〉）
- 恋に落ちる確率（アイメ・ホルム / シモーネ〈マリア・ボネヴィー〉）
- ゴッド・ランド（ジョアンナ〈ジェニファー・エスポジート〉）
- 最凶女装計画（ジーナ・コープランド）
- サイドウェイ（ステファニー〈サンドラ・オー〉）
- ザ・スピリット（サンド・サレフ〈エヴァ・メンデス〉）
- サルサ!（ナタリー）
- サンバ（アリス〈シャルロット・ゲンズブール〉）
- シー・オブ・ラブ（ヘレン〈エレン・バーキン〉）※テレビ東京版
- シックハウス（アンナ〈ジーナ・フィリップス〉）
- シャークボーイ&マグマガール 3-D（マックスのママ〈クリスティン・デイヴィス〉）
- シャーロック・ホームズ/バスカヴィルの獣犬（ベリル・ステープルトン）
- ジャックハンターシリーズ（ナディア〈ジョアンヌ・ケリー〉）
  - ジャックハンター
  - ジャックハンター2
  - ジャックハンター3
- ジャン＝クロード・ヴァン・ダム ザ・ディフェンダー（タマラ・バークレイ〈ヴィヴィカ・A・フォックス〉）
- ジュラシック・パークIII（エリー・デグラー〈ローラ・ダーン〉）
- ジョシュア 悪を呼ぶ少年（アビー・ケアーン〈ヴェラ・ファーミガ〉）
- スーパーマン リターンズ（ロイス・レイン〈ケイト・ボスワース〉）
- スタートレックII カーンの逆襲（サーヴィック大尉〈カースティ・アレイ〉）※ソフト版
- スタートレックIII ミスター・スポックを探せ!（サーヴィック大尉〈ロビン・カーティス〉）※ソフト版
- スタスキー&ハッチ（キティ〈ジュリエット・ルイス〉）
- スティール（アレックス〈カレン・クリシェ〉）
- ストライキング・レンジ（エミリー〈ヤンシー・バトラー〉）
- スネーク・アイズ（ジュリア・コステロ〈カーラ・グギノ〉）※テレビ朝日版
- スパイ・ゲーム（エリザベス・ハドリー〈キャサリン・マコーマック〉）※テレビ東京版
- スパルタカス（ヴァリニア〈ジーン・シモンズ〉）※ソフト版
- S.W.A.T.（クリス・サンチェス〈ミシェル・ロドリゲス〉[14]）※日本テレビ版
- セックス・アンド・ザ・バディ（ニッキー・トゥルー〈ケリー・ワシントン〉）
- セレンディピティ（サラ・トーマス〈ケイト・ベッキンセイル〉）※ソフト版
- 戦争と平和（リーザ・ボルコンスカヤ）※ソフト版
- ソウ（アリソン・ゴードン〈モニカ・ポッター〉）
- ターミナル（アメリア・ウォーレン〈キャサリン・ゼタ＝ジョーンズ〉）※フジテレビ版
- タイムコップ2（タイラー・ジェファーズ〈タヴァ・スマイリー〉）
- ダ・ヴィンチ・コード（ソフィー・ヌヴー〈オドレイ・トトゥ〉）※劇場公開版
- TAXI NY（ヴァネッサ〈ジゼル・ブンチェン〉）※ソフト版
- 断崖（リナ・マクレイドロウ〈ジョーン・フォンテイン〉）※PDDVD版
- 探偵少女レクシー（ドーソン先生〈アマンダ・プラマー〉）
- 007/私を愛したスパイ（アニヤ〈バーバラ・バック〉）※ソフト版
- 007/ダイ・アナザー・デイ（ジンクス〈ハル・ベリー〉[15]）※テレビ朝日版
- ダメ男に復讐する方法（カーリー・ホイットン〈キャメロン・ディアス〉）
- チョコレート（レティシア〈ハル・ベリー〉）
- ティアーズ・オブ・ザ・サン（リーナ・ケンドリックス〈モニカ・ベルッチ〉）
- ディセンバー・ボーイズ（テレサ〈ヴィクトリア・ヒル〉）
- デジャヴ（クレア・クチヴァー〈ポーラ・パットン〉）
- DOA/デッド・オア・アライブ（かすみ〈デヴォン青木〉）
- トップガン（チャーリー〈ケリー・マクギリス〉）※テレビ東京版
- ドラッグ・ディーラー/仁義なき賭け（カルメン〈デリラ・コットー〉）
- とらわれて夏（アデル・ウィーラー〈ケイト・ウィンスレット〉）
- トリスタンとイゾルデ（イゾルデ〈ソフィア・マイルズ〉）
- トリプルX（エレーナ〈アーシア・アルジェント〉）※テレビ朝日版
- 9デイズ（ニコール）※テレビ朝日版
- ネットフォース（トニ・フィオレッリ〈ジョアンナ・ゴーイング〉）※NHK版
- 眠れぬ夜のために（ダイアナ〈ミシェル・ファイファー〉）
- バイオ感染（ヘレン〈アリソン・キング〉）
- バイオソルジャー（リサ〈アナスタシヤ・スラネフスカヤ〉）
- バイオハザード: ウェルカム・トゥ・ラクーンシティ（アネット・バーキン〈ジャネット・ポーター〉[16]）
- バイカーボーイズ（ティナ〈ミーガン・グッド〉）
- ハウス・オブ・ザ・デッド（アリシア〈オナ・グローアー〉）
  - ハウス・オブ・ザ・デッド2（アレックス〈エマニュエル・ヴォージア〉）
- 8月の家族たち（カレン・ウェストン〈ジュリエット・ルイス〉）
- 8人の女たち（シュゾン〈ヴィルジニー・ルドワイヤン〉）
- 陽だまりのグラウンド
- ビッグママ・ハウス2（リア・フラー〈エミリー・プロクター〉）
- ピッチブラック（キャロリン・フライ〈ラダ・ミッチェル〉）※新ソフト版
- ヒッチャーII 心臓"完全"停止（マギー〈カリ・ウーラー〉）
- ヒトラー 〜最期の12日間〜（トラウドゥル・ユンゲ〈アレクサンドラ・マリア・ララ〉[17]）
- フールズ・ゴールド/カリブ海に沈んだ恋の宝石（テス・フィネガン〈ケイト・ハドソン〉）
- ファウンテン 永遠につづく愛（イザベル / イジー・クレオ〈レイチェル・ワイズ〉）
- ふたつの名前を持つ少年（ヤンチック夫人〈エリザベス・デューダ〉）
- ブラック・フライデー（レイチェル・マッケンジー〈エイミー・カールソン〉）
- ブロークバック・マウンテン（キャシー〈リンダ・カーデリーニ〉）
- フローレス（ティア〈ダフネ・ルービン＝ヴェガ〉）
- プロヴァンスの贈りもの（ファニー・シュナル〈マリオン・コティヤール〉）※機内上映版
- ブロンドと柩の謎（マーガレット・リヴィングストン）
- ホーリー・スモーク（ルース・バロン〈ケイト・ウィンスレット〉）
- ホステージ（ジェーン・タリー〈セレナ・スコット・トーマス〉）※テレビ朝日版
- ポセイドン（マギー・ジェイムズ〈ジャシンダ・バレット〉）
- ボルケーノ・インフェルノ（ジェレミー〈シンシア・ギブ〉）※テレビ東京版
- ホワイト・オランダー（クレア・リチャーズ〈レネー・ゼルウィガー〉）
- ボン・ヴォヤージュ 運命の36時間（ヴィヴィアンヌ・ダンヴェール〈イザベル・アジャーニ〉）
- マイアミ・バイス（イザベラ〈コン・リー〉）※ソフト版
- マイネーム・イズ・ハーン（マンディラ〈カジョール〉）
- マグダレンの祈り（シスター・ジュード）
- マッチポイント（クロエ・ヒューイット〈エミリー・モーティマー〉）
- マッハ!!!!!!!!（ンゲク）
- マリオネット・ゲーム（アビー〈マリア・ベロ〉）
- みえない雲（パウラ）
- Mr.&Mrs. スミス（ジェーン・スミス〈アンジェリーナ・ジョリー〉）※機内上映版
- ミッシング・ポイント（エリカ〈ケイト・ハドソン〉）
- ミラーズ2（エリザベス・レインズ〈エマニュエル・ヴォージア〉）
- メメント（レナードの妻〈ジョージャ・フォックス〉）
- モディリアーニ 真実の愛（ジャンヌ・エピデュルヌ〈エルザ・ジルベルスタイン〉）
- LIFE!/ライフ（シェリル・メルホフ〈クリステン・ウィグ〉）※ザ・シネマ版
- 落下の解剖学（サンドラ〈ザンドラ・ヒュラー〉[18]）
- ラブ・アゲイン（エミリー・ウィーバー〈ジュリアン・ムーア〉）
- ランダウン ロッキング・ザ・アマゾン（マリアナ〈ロザリオ・ドーソン〉）※テレビ東京版
- レイチェルの結婚（レイチェル〈ローズマリー・デウィット〉）
- レッズ（ルイーズ・ブライアント〈ダイアン・キートン〉）
- レッド・ドラゴン（モリー・グレアム〈メアリー＝ルイーズ・パーカー〉）※ソフト版
- REM レム（イブ・サクソン）
- ワイルド・トランスポーター 悪女の罠（ララ〈アリソン・キング〉）※テレビ東京版

#### ドラマ
- アガサ・クリスティー ミス・マープル 青いゼラニウム（フィリッパ・プリチャード）
- アグリー・ベティ（アレクシス・ミード〈レベッカ・ローミン〉）
- アメリカン・ホラー・ストーリー アサイラム（ラナ・ウィンターズ〈サラ・ポールソン〉）
- アリー my Love 第5シーズン（シーラ）
- アンダー・ザ・ドーム（ジュリア・シャムウェイ〈レイチェル・レフィブレ〉）
- ER緊急救命室
  - シーズン6 - 8（クレオ・フィンチ〈マイケル・ミシェル〉）
  - シーズン15 #17（ティルディー・マリガン〈ジュディ・グリア〉）
- WITHOUT A TRACE/FBI 失踪者を追え!（サマンサ・スペード〈ポピー・モンゴメリー〉）
- NCIS: ニューオーリンズ シーズン2 #5（ナオミ・パーソンズ）
- NCIS 〜ネイビー犯罪捜査班 シーズン4、5 #3（ホリス・マン〈スザンナ・トンプソン〉）
- オンエアー（ソ・ヨンウン〈ソン・ユナ〉）
- 救命医ハンク2 セレブ診療ファイル（ジェス〈ジュリアンヌ・ニコルソン〉）
- クリミナル・マインド FBI行動分析課
  - シーズン4（ジュリー）
  - シーズン8（アレックス・ブレイク〈ジーン・トリプルホーン〉）
- 刑事ルーサー（ローズ・テラー〈サスキア・リーヴス〉[19]）
- ザ・シールド ルール無用の警察バッジ（ダニー・ソーファー〈キャサリン・デント〉）
- 神鵰侠侶（李莫愁）
- スポットライト（イ・ジュヒ〈キム・ボギョン〉）
- 孫子兵法
- ゾウズ・フー・キル 殺意の深層（カトリーネ・レイス・イェンセン〈ラウラ・バック〉）
- デスパレートな妻たち4（シルヴィア・グリーン〈メローラ・ウォルターズ〉）
- デスパレートな妻たち7（ベス・ヤング〈エミリー・バーグル〉）
- DEUCE/ポルノストリート in NY（アイリーン〈マギー・ジレンホール〉）
- トゥルー・コーリング（ジュリ 他）
- バーン・ノーティス 元スパイの逆襲（ソフィア）
- パリの恋人（ペク・スンギョン〈キム・ソヒョン〉）
- FARGO/ファーゴ3（グロリア・バーグル〈キャリー・クーン〉）
- ファン・ジニ（プヨン〈ワン・ビンナ〉）
- ファンタスティック5 情熱のパラアスリート（ソフィア〈フランチェスカ・カヴァリン〉）
- プライベート・プラクティス3（アンドレア）
- ブルックリン74分署（アン・マリー・カーシー〈ヤンシー・バトラー〉）
- ボディガード -守るべきもの-（ジュリア・モンタギュー〈キーリー・ホーズ〉[20]）
- ホワイトカラー（イザベル・ウィルソン）
- MACGYVER/マクガイバー（ダイアン〈マイケル・ミシェル〉）
- 名探偵ポワロ
  - 第三の女（クローディア）
  - カーテン〜ポワロ最後の事件〜（ジュディス・ヘイスティングス〈アリス・オル＝ユーイング〉）
- 名探偵モンク7（アンジェリーン）
- ラスベガス（サマンサ・マルケス〈ヴァネッサ・マーシル〉）
- ラチェッド（ミルドレッド・ラチェッド〈サラ・ポールソン〉[21]）
- 理想のふたり（グリア・ウィンバリー〈ニコール・キッドマン〉）
- リゾーリ&アイルズ2（エミリー）
- レバレッジ 〜詐欺師たちの流儀（タラ・コール〈ジェリー・ライアン〉）
- LOST（ナディア）
- 私はラブ・リーガル
  - シーズン2 #13（キャシー・ミラー教授〈グロリア・ルーベン〉）
  - シーズン4 #7, #8（ジーナ・ブラント〈メッチェン・アミック〉）

#### アニメ
- シャーク・テイル（ケイティ・カレント）
- スーパーナチュラル（メアリー・ウィンチェスター〈サマンサ・スミス〉）
- スター・ウォーズ クローン大戦（バリス・オフィー）
- なかよしおばけ（ルーシー）※ビデオ版
- バイオハザード ディジェネレーション（アンジェラ・ミラー）
- バルト 新たなる旅立ち（アルー）
- リブート（ドット）※カートゥーンネットワーク版

### ラジオドラマ
- G-SAVIOUR 第2話（エイプリル・オーライリー）